# Poecilia salvatoris
Poecilia salvatoris is een straalvinnige vissensoort uit de familie van de levendbarende tandkarpers (Poeciliidae). De wetenschappelijke naam van de soort is voor het eerst geldig gepubliceerd in 1907 door Regan.

## Beschrijving
Bij deze soort zijn beide geslachten zilverachtig met blauw en groen iriserende spikkels. Dominante mannetjes hebben rug- en staartvinnen die gemarkeerd zijn met zwart, neonblauw en bordeauxrood of geel afhankelijk van de lokale vorm. De kleur wordt sterker met de leeftijd waardoor oudere mannetjes een grote rugvin ontwikkelen met een intense kleuring. Hun maximale lengte is ongeveer 7 cm, waarbij vrouwtjes over het algemeen 1 cm groter zijn.

## Verspreiding en leefgebied
Poecilia salvatoris is een vissoort uit El Salvador, Guatemala en Honduras. Deze vissen komen voor in hard en kalkrijk water, soms zelfs tijdelijk in het brakke water van kustzones.

## Gedrag
Over het algemeen zijn het levendige zwemmers. In het wild dwalen ze rond in scholen bestaande uit vrouwtjes en een paar mannetjes. Deze jagen voortdurend achter de vrouwtjes aan in een poging om ze te bevruchten. Dominante mannetjes zijn zonder meer agressief ten opzichte van andere mannetjes.
In gevangenschap worden ze best in een groot soortaquarium gehouden in een verhouding van minstens twee vrouwtjes per mannetje. Deze soort is onstuimig en mag niet in een open bak worden gehouden.
Het visje heeft plantaardig voedsel nodig. Het zijn actieve algengrazers.

## Voortplanting
De kleuring van de mannetjes is sterker en helderder dan bij de vrouwtjes. Mannetjes zijn ook eenvoudig te herkennen aan het gonopodium. 
De voortplanting gebeurt eierlevendbarend. De balts van het mannetje bestaat in slingerbewegingen en trillingen van het lichaam, waarbij de vinnen zoveel mogelijk worden vergroot om de aandacht te trekken. Het vrouwtje wordt langs achter benaderd voor de bevruchting.
De zwangerschap duurt ongeveer 4 weken. Na deze tijd bevalt de bevruchte vrouw van levende jongen, elk verpakt in een fijne dooierzak die breekt zodra zij worden vrijgelaten. De visjes zijn vrij groot en de ouders laten hun nageslacht met rust.